# Washington Mesquita
Washington Gil Mesquita (Brasília, 20 de junho de 1965) é um empresário e político brasileiro. Integrou a Câmara Legislativa do Distrito Federal de 2011 a 2015, durante a sexta legislatura. Atualmente, exerce cargo no governo de Ibaneis Rocha.

## Biografia
Filiado ao Democratas, Mesquita concorreu à Câmara Legislativa no pleito de 2006, obtendo 8.312 votos, quantidade insuficiente para ser eleito. Na eleição seguinte, em outubro de 2010, elegeu-se deputado distrital com 21.111 votos. Naquele momento, estava filiado ao Partido da Social Democracia Brasileira (PSDB).
Mesquita concorreu à reeleição em 2014, pelo Partido Trabalhista Brasileiro (PTB). Não logrou, contudo, êxito, tendo alcançado 12.918 votos. Concorreu mais uma vez ao posto em 2018 e, com 6.706, foi igualmente derrotado.
Em janeiro de 2019, Mesquita foi designado subsecretário do Idoso pelo governador Ibaneis Rocha.